# South Beach

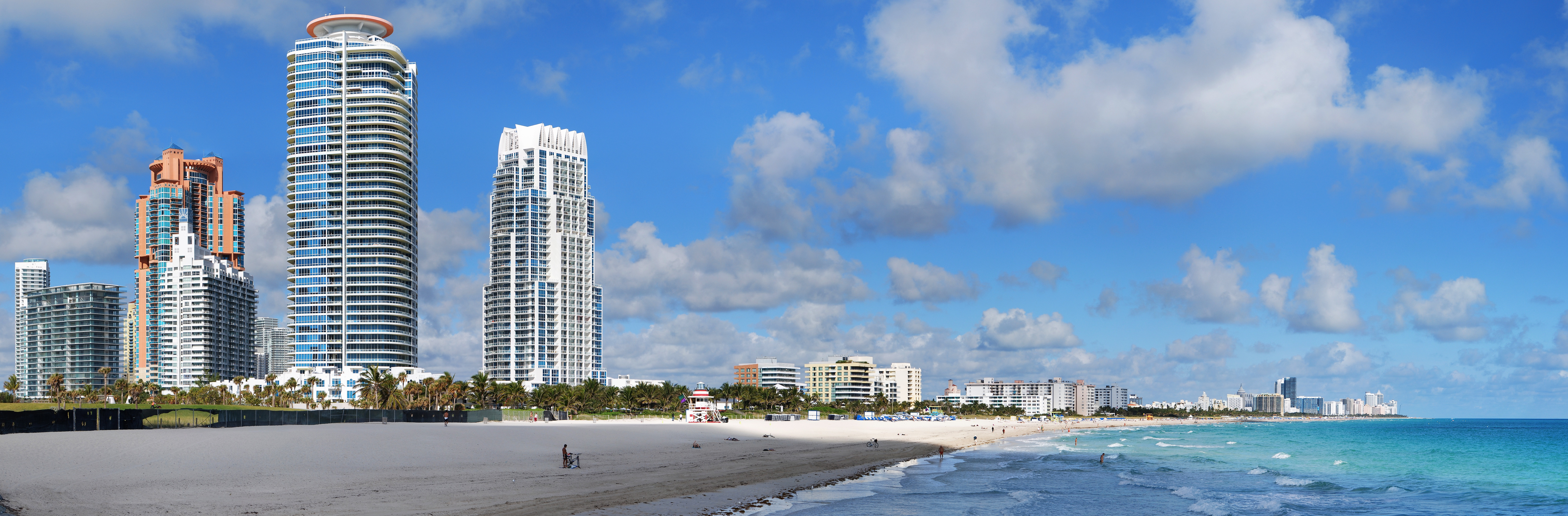
Panorama de South Beach.

South Beach es una playa y un barrio de la ciudad de Miami Beach (Florida). Abarca las 23 manzanas más meridionales de una isla que separa el océano Atlántico y la Bahía Biscayne. Esta área fue la primera sección de Miami Beach que fue desarrollada, comenzando en la década de 1910, gracias a los esfuerzos de Carl G. Fisher, los hermanos Lummus, John S. Collins y otros. El área ha ido cambiando a través del tiempo por acción humana y natural, como el huracán de 1926, que destruyó la mayor parte del área. Desde entonces la economía ha estado en auge, aumentando el turismo.

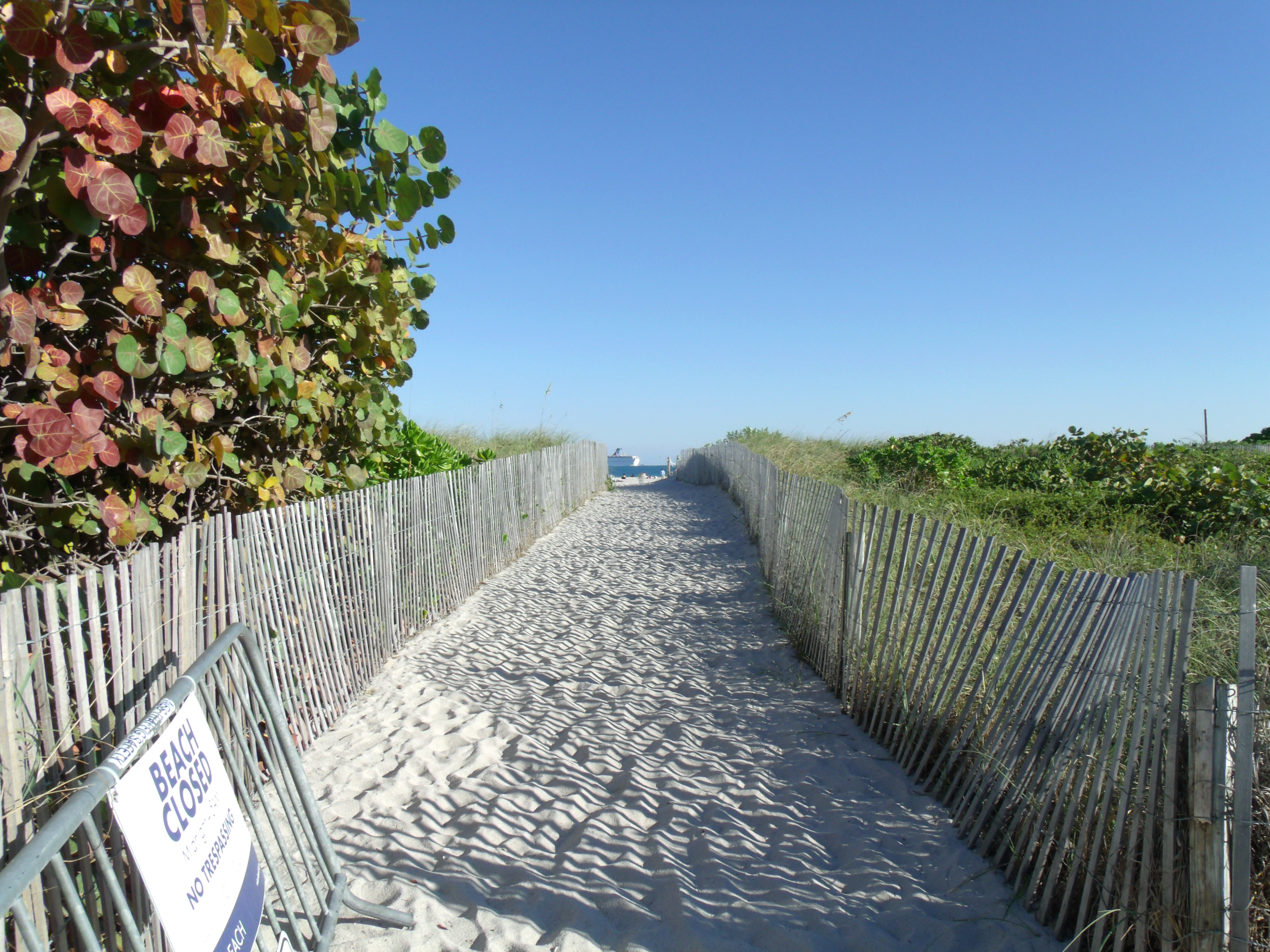
Uno de los caminos dispuestos para acceder a las playas.

## Historia
South Beach comienza su historia como tierras de labranza. En 1870, Henry y Charles Lum compraron 0,668 km² (165 acres) para la agricultura de coco. Charles Lum construyó la primera casa sobre la playa en 1886. En 1894, los hermanos Lum abandonaron la isla, dejando el control de la plantación a John Collins, que vino a South Beach dos años más tarde para inspeccionar la tierra. Luego de descubrir agua dulce en su propiedad, Collins la amplió, cambiando el límite desde la calle 14, donde estaba originalmente, hasta la calle 67.
En 1912, los hombres de negocios de Miami, los hermanos Lummus adquirieron 1,6 km² (400 acres) de la tierra de Collins en un esfuerzo para construir una ciudad costera para residencias familiares.
En 1913 Collins comenzó la construcción de un puente de Miami a Miami Beach. Aunque algunos residentes locales invirtieran dinero en el puente, Collins anduvo escaso del dinero antes de completarlo, y las obras se detuvieron.

## Ocean Drive
Se trata de una larga calle situada en el distrito art déco y que recorre el litoral de South Beach. En South Beach se encuentran más de 800 edificios art déco construidos entre 1930 y 1940. En la playa generalmente a las mujeres se les permite tomar baños de sol en topless, aunque la práctica no ha sido legalizada por el gobierno local.

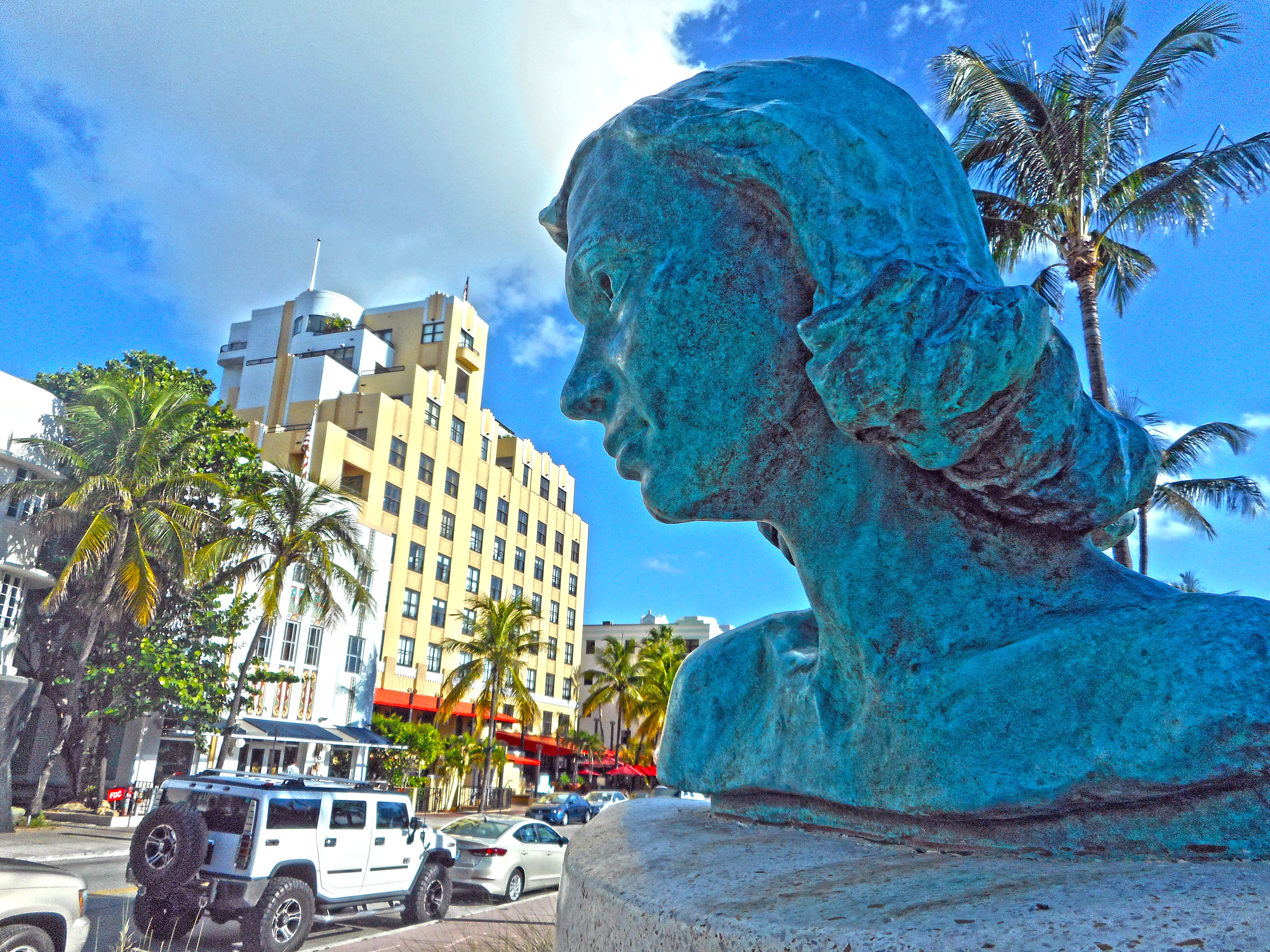
Busto de Bárbara Capitman en el parque Lummus, South Beach

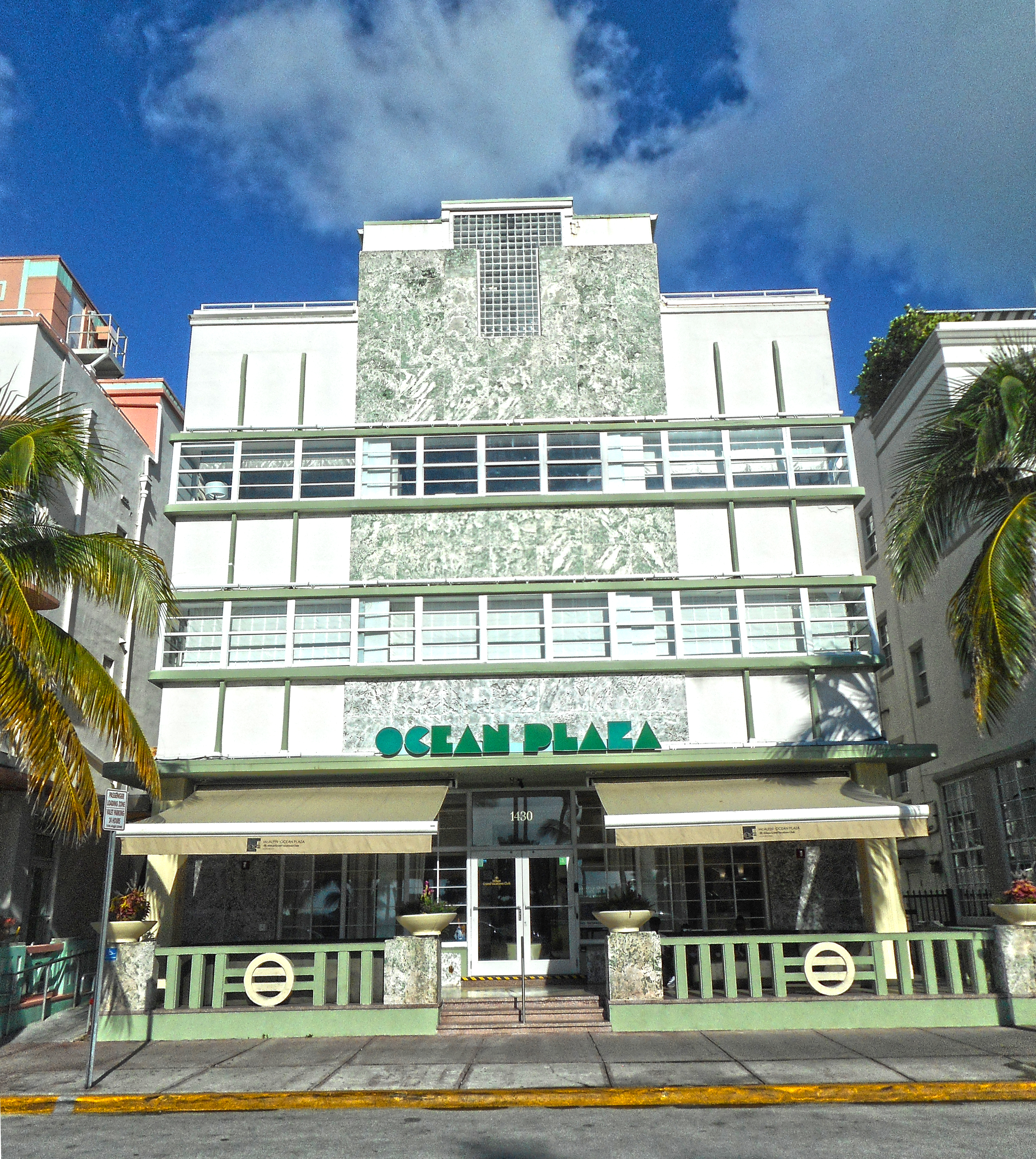
Hotel Ocean Plaza
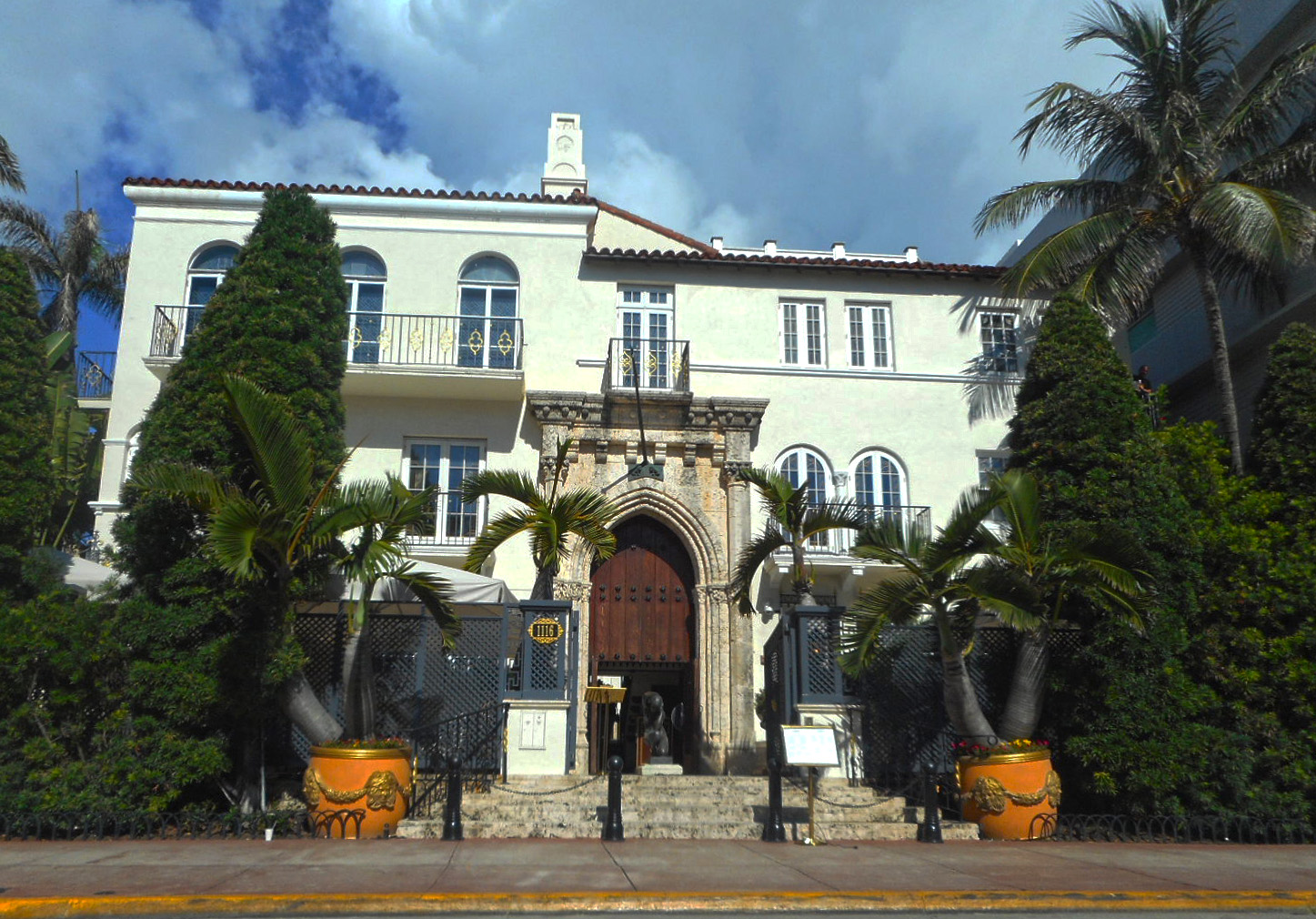
La mansión de Versace (Casa Casuarina)
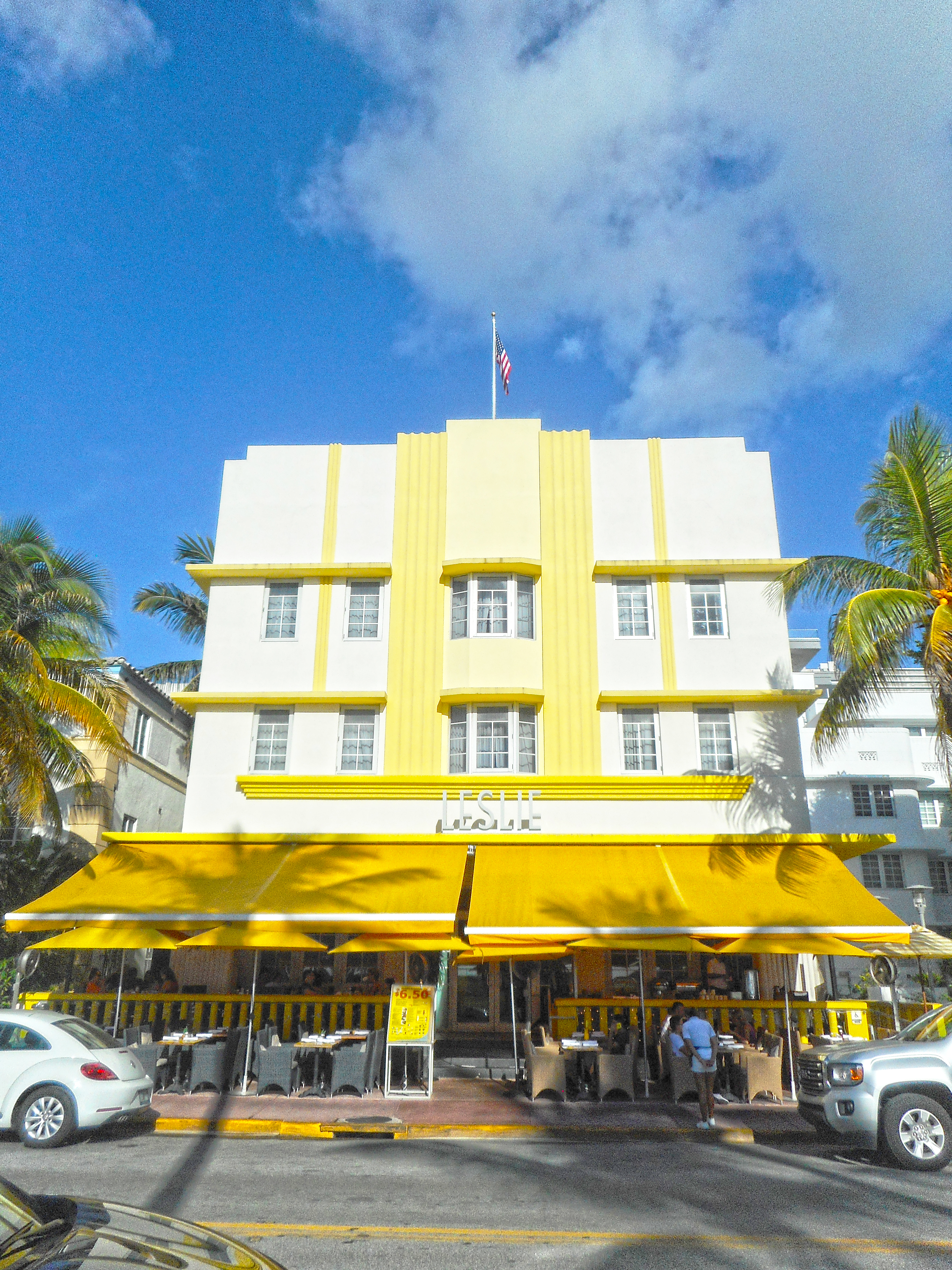
Hotel Leslie
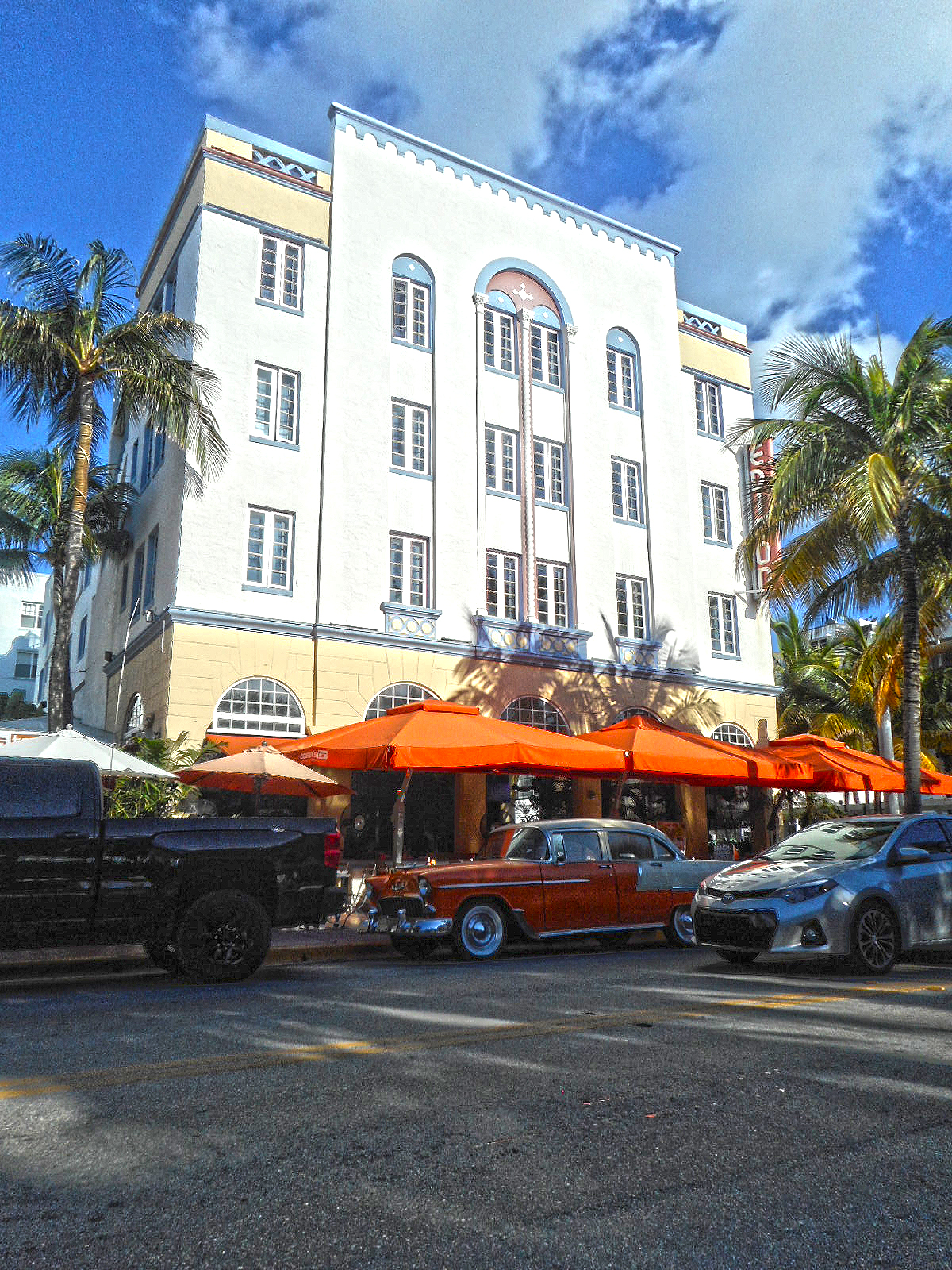
Hotel Edison
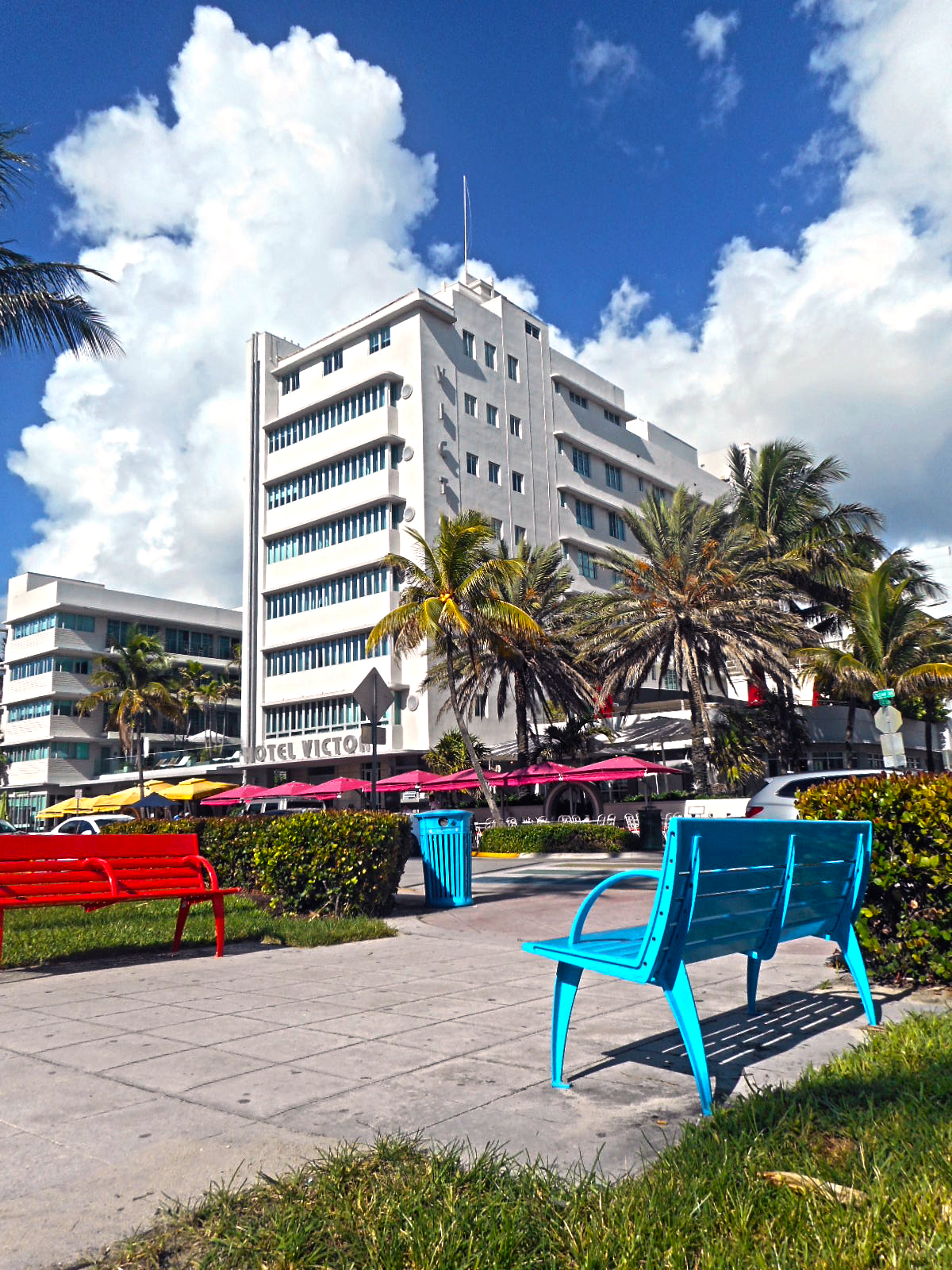
Hotel Víctor desde el parque Lummus
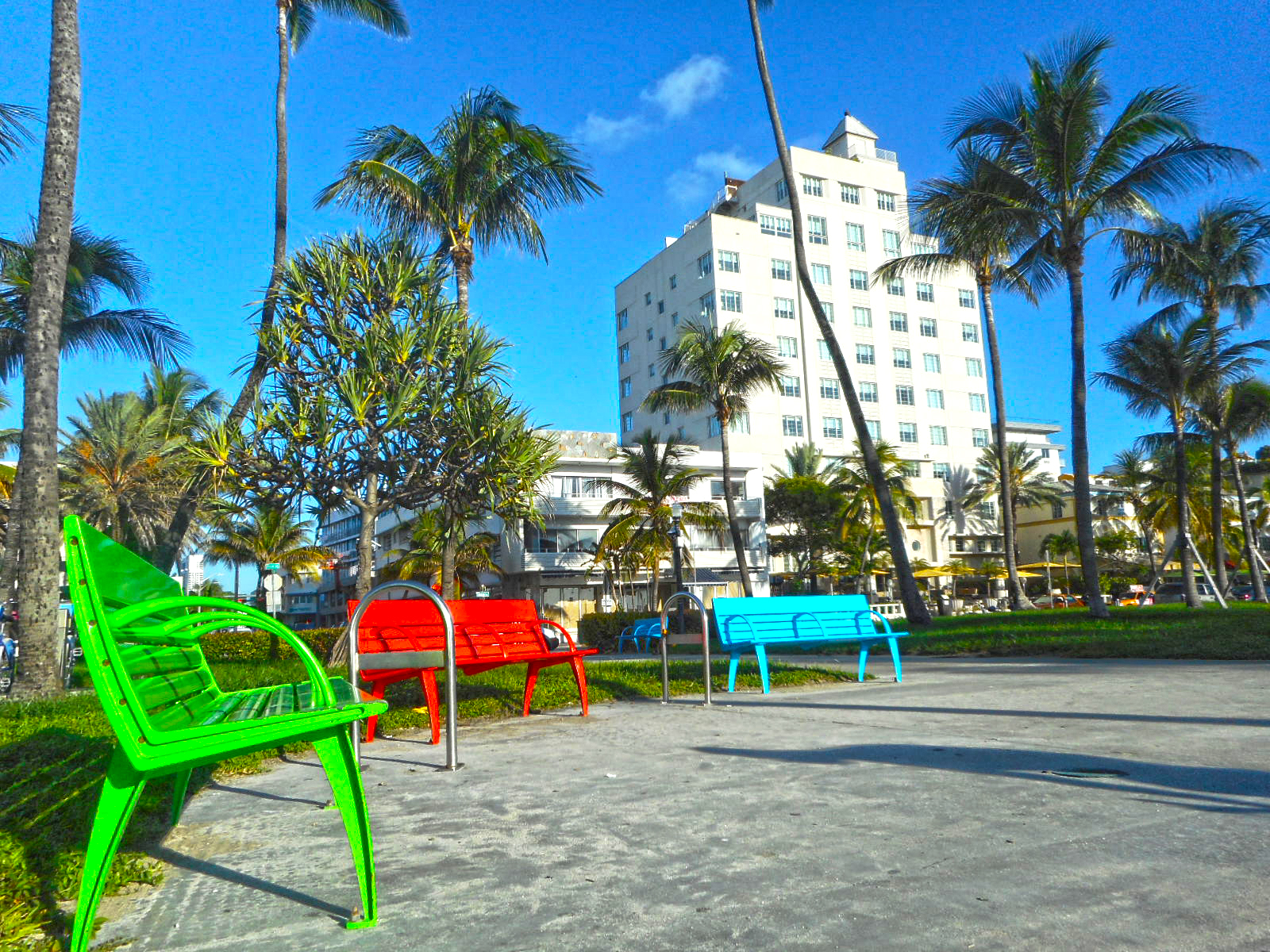
Hotel Tides desde el parque Lummus
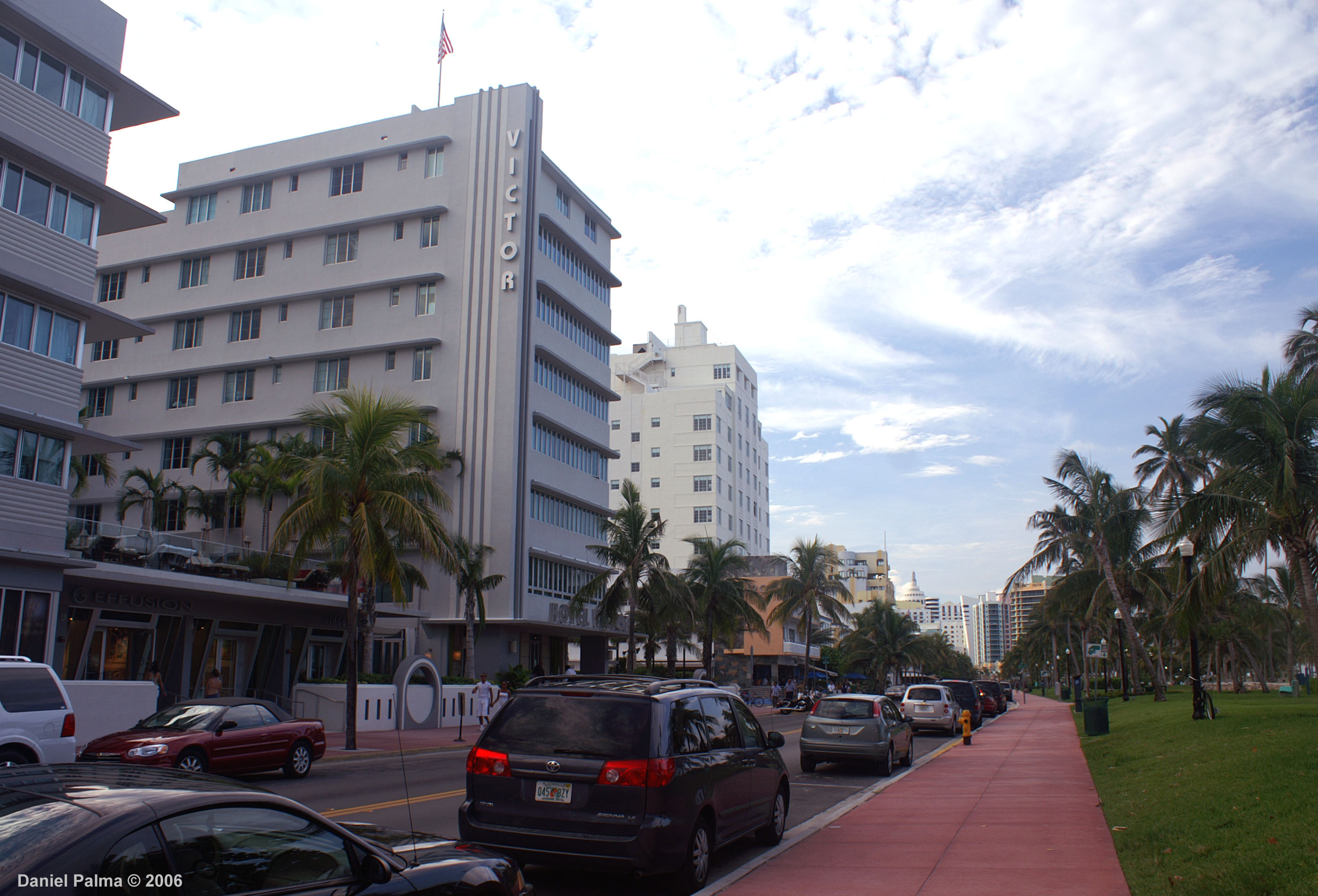
Hotel Víctor (a la izquierda)
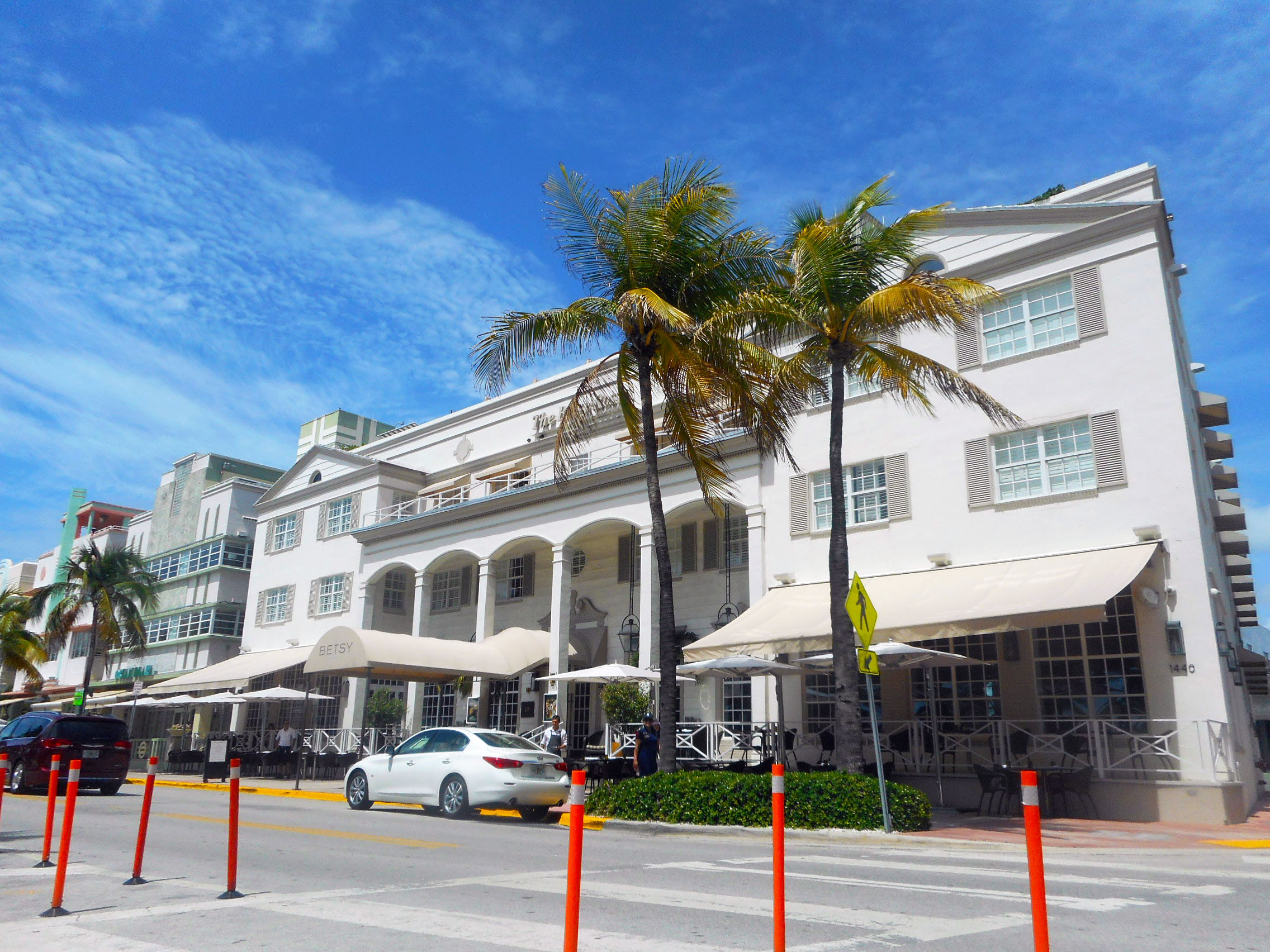
Hotel Betsy
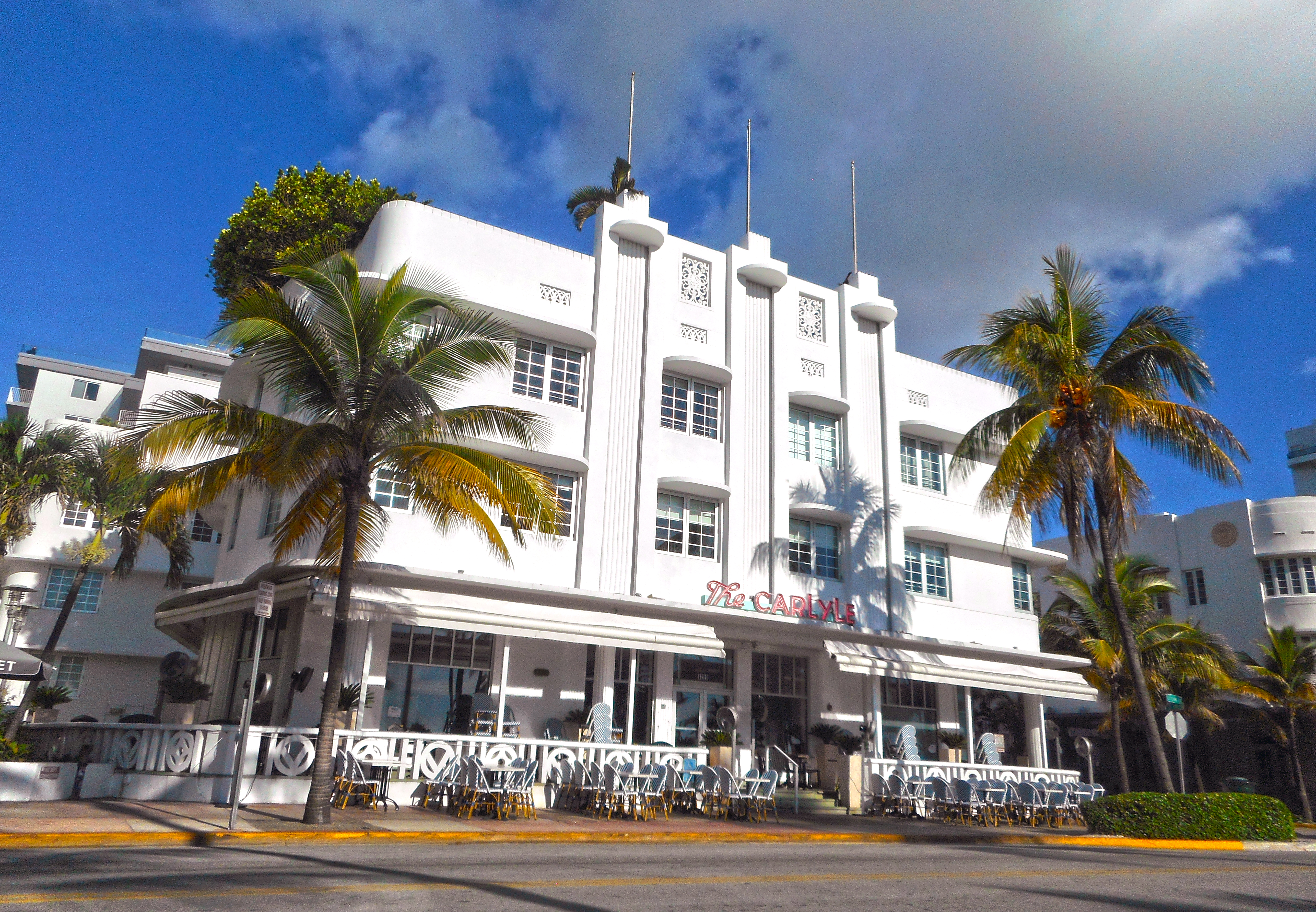
Hotel Carlyle
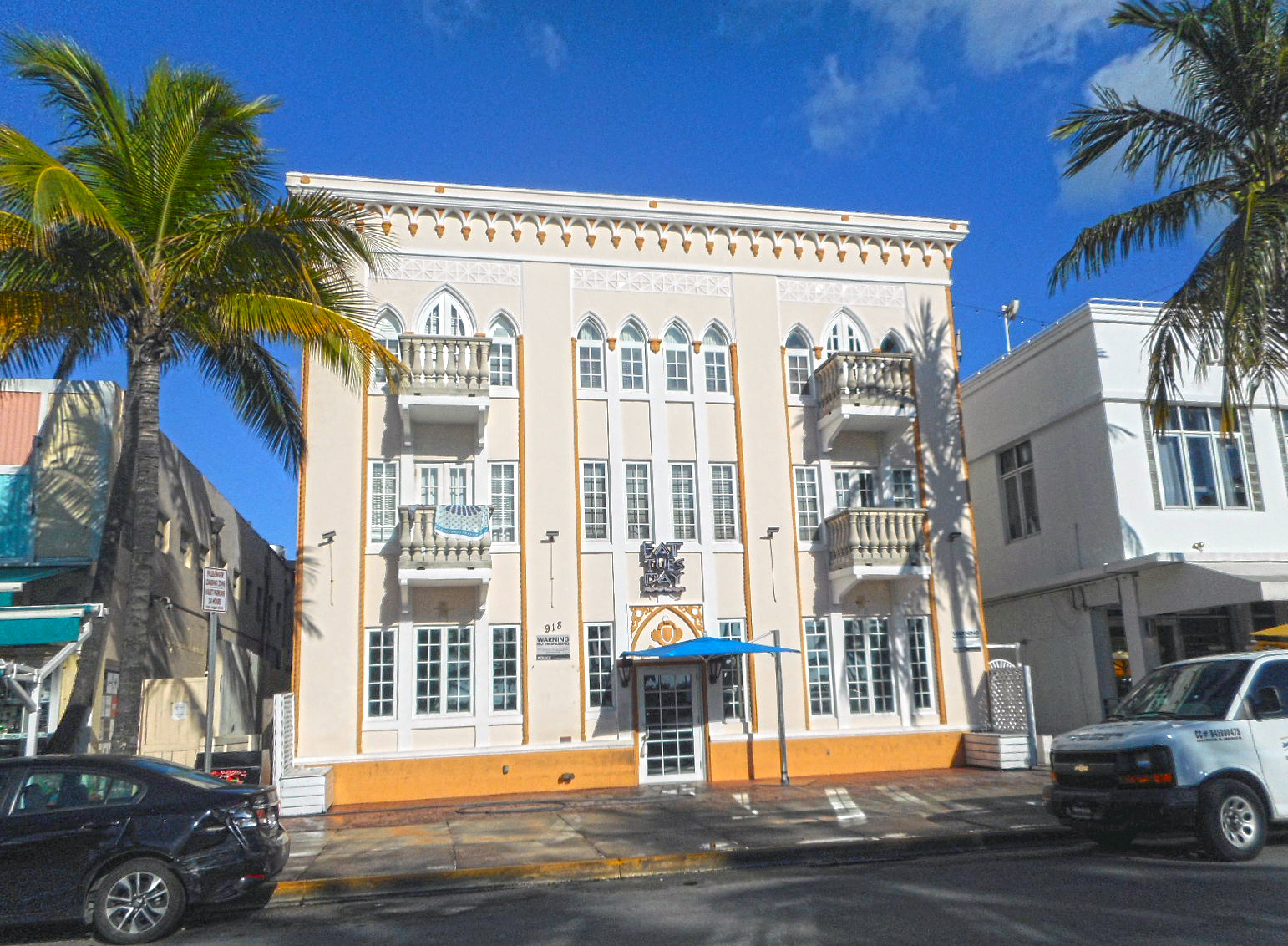
Fat Tuesday Miami Beach
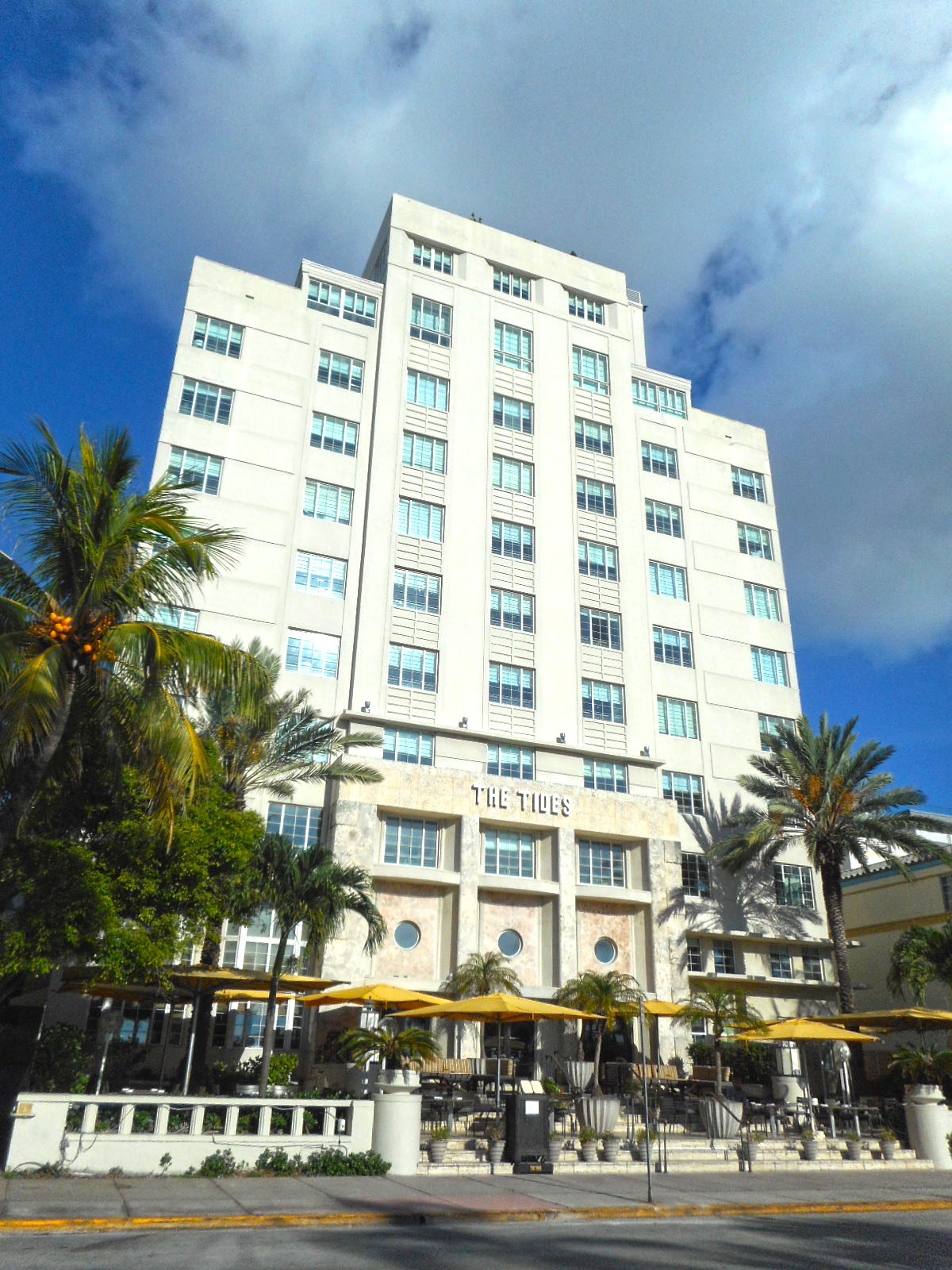
Hotel Tides